# Le Petit Dinosaure : Vive les amis
Pour les articles homonymes, voir Le Petit Dinosaure.
Série
Le Jour du grand envol
(2006) L'Expédition héroïque
(2016)
Pour plus de détails, voir Fiche technique et Distribution.
Le Petit Dinosaure : Vive les Amis ou Petit Pied, le dinosaure : La Sagesse des Amis au Québec (The Land Before Time XIII: The Wisdom of Friends) est un film d'animation américain réalisé par Jamie Mitchell et Charles Grosvenor, sorti directement en vidéo en 2007. C'est le treizième film de la saga Le Petit Dinosaure.

## Fiche technique
- Titre original : The Land Before Time XIII : The Wisdom of Friends
- Titre français : Le Petit Dinosaure 13 : Vive les Amis
- Titre québécois : Petit-Pied, le dinosaure 13 : La Sagesse des Amis
- Réalisation : Charles Grosvenor
- Scénario : John Loy
- Musique : Michael Tavera
- Production : Charles Grosvenor
- Sociétés de production : Wang Film Productions et Universal Cartoon Studios
- Pays d'origine : États-Unis
- Format : Couleurs - 1,33:1 - Dolby Digital
- Genre : Animation
- Durée : 81 minutes
- Date de sortie :  États-Unis : 27 Novembre 2007 ;  France : 04 Mars 2008

## Distribution

### Voix originales
- Cody Arens/Logan Arens : Petit-Pied
- Anthony Skillman : Petit-Pied (chant)
- Anndi McAfee : Céra
- Aria Curzon : Becky
- Jeff Bennett : Pétrie
- Rob Paulsen : Pointu / Bindon-Doré
- Cuba Gooding Jr. : Loofah
- Sandra Oh : Doofah
- Pete Sepenuk : Foobie
- Miriam Flynn : Grand-Mère
- John Ingle : le père de Céra / le narrateur
- Jessica Gee : Tina

### Voix françaises
- Stéphanie Lafforgue : Petit-Pied
- Kelly Marot : Céra
- Caroline Combes : Becky
- Roger Carel : Pétrie / Bidon-Doré
- Pierre Tessier : Loofah
- Danièle Douet : Doofah
- Danièle Hazan : Grand-mère / Tina
- Thierry Murzeau : le père de Céra / le narrateur